# Головная станция сети кабельного телевидения
Головная станция сети кабельного телевидения — комплекс активного сетевого оборудования, на который поступают внешние для сети телевизионные каналы и потоки, где происходит их преобразование и откуда уже готовые пакеты телевизионных программ и услуг через распределительную сеть доставляются абонентам, а новые сформированные потоки — другим головным станциям. Головные станции (ГС) различаются между собой по типам и количеству принимаемых каналов, по возможностям их преобразований и по пакетам программ, которые станция может сформировать на выходе. Согласно ГОСТ Р 52023-2003 головные станции подразделяют также на центральную (станция региональной кабельной распределительной сети), узловую (станция городской кабельной распределительной сети) и местную (станция местной (районной) кабельной распределительной сети).

## Входные и выходные сигналы головной станции

#### Различные варианты входных каналов и потоков ГС
- аналоговый сигнал от местного источника видеосигнала (например, A/V вход)
- эфирный аналоговый ТВ канал, модулированный
- цифровые каналы DVB-S/S2/T/T2/C/C2 и др., сжатые, модулированные и, возможно, зашифрованные
- Мультиплекс — полученный по транспортному каналу мультиплексированный пакет цифровых ТВ каналов
- IPTV — цифровые ТВ каналы по IP сети

Чтобы формировать собственные пакеты программ ГС должна прежде всего уметь преобразовать все полученные ТВ каналы в единый формат: зашифрованные дескремблировать, сжатые декодировать, модулированные высокой частотой демодулировать и т. д. Головные станции (кроме самых компактных) как правило выполнены в виде шасси и набора модулей, а модули (для удобства инженеров) называются точно также, как выполняемое ими преобразование:
- модулятор (сигнал изображения и звука → модулированный ВЧ сигнал ТВ канала) / демодулятор
- кодер (несжатое видео → MPEG) / декодер
- конвертер частоты: (ВЧ1 → ВЧ2)
- мультиплексор (уплотнение канала передачи) / демультиплексор / ремультиплексор
- дескремблер (дешифратор, см Система условного доступа и CI слоты) / скремблер
- трансмодулятор (DVB-x → DVB-y)
- трансрейтинг (уменьшает битрейт канала, сохраняя его формат)en:Transrating

Некоторые ГС позволяют операторам не только менять состав пакетов, но и редактировать контент. Например, функции: Pass/Drop фильтр, «врезка рекламы» и другие.

#### Варианты выходных каналов, пакетов и потоков
- для абонентов
  - аналоговые телевизионные каналы
  - цифровые каналы DVB-C/C2
- для встречных головных станций
  - цифровые каналы DVB-C/C2/T/T2 и др.
  - Мультиплекс ТВ
  - IPTV

Функция формирования выходных сигналов автоматически подразумевает и задачу поддержания всех электромагнитных характеристик телевизионных сигналов в пределах действующих стандартов.

## Спецификация головной станции
Спецификацию обобщенной головной станции можно представить в виде таблицы:
| Вход | Преобразователи | Управление | Выход                       |
| --- | --- | ---------- | --------------------------- |
| эфирное аналоговое ТВ, A/V                                                                                | конвертер или энкодер демодулятор декодер . дескремблер (CI слоты) .. демультиплексор … Pass/Drop (PID) фильтр …. Transrating …. Traffic grooming …. Врезка рекламы …. Digital program insertion .. мультиплексор . скремблер (Система условного доступа) кодер модулятор | SNMP       | аналоговое ТВ               |
| DVB стандарт - спутниковое ТВ (DVB-S, DVB-S2) - эфирное ТВ (DVB-T, DVB-T2) - кабельное ТВ (DVB-C, DVB-C2) | конвертер или энкодер демодулятор декодер . дескремблер (CI слоты) .. демультиплексор … Pass/Drop (PID) фильтр …. Transrating …. Traffic grooming …. Врезка рекламы …. Digital program insertion .. мультиплексор . скремблер (Система условного доступа) кодер модулятор | SNMP       | DVB-C, C2 DVB-S/S2 DVB-T/T2 |
| Мультиплекс (телевидение) (ASI формат)                                                                    | конвертер или энкодер демодулятор декодер . дескремблер (CI слоты) .. демультиплексор … Pass/Drop (PID) фильтр …. Transrating …. Traffic grooming …. Врезка рекламы …. Digital program insertion .. мультиплексор . скремблер (Система условного доступа) кодер модулятор | SNMP       | Мультиплекс                 |
| IPTV | конвертер или энкодер демодулятор декодер . дескремблер (CI слоты) .. демультиплексор … Pass/Drop (PID) фильтр …. Transrating …. Traffic grooming …. Врезка рекламы …. Digital program insertion .. мультиплексор . скремблер (Система условного доступа) кодер модулятор | SNMP       | IPTV                        |

Конечно, реальные, не обобщенные, спецификации, особенно местных станций, проще. Например, одна из самых компактных (масштаба небольшой гостиницы) станция позволяет принимать лишь 2 цифровых спутниковых канала DVB-S2 (или DVB-T) и формирует всего 3 пакета аналоговых программ для своих абонентов. Его спецификация занимает пару строчек:
| Вход     | Преобразования                                 |  | Выход     |
| -------- | ---------------------------------------------- |  | --------- |
| DVB-S2/T | демодулятор . дескремблер (CI слоты) модулятор |  | аналог ТВ |

## ГОСТ и международные стандарты
Оборудование, которые используется в качестве головной станции кабельного телевидения, должно соответствовать ГОСТ (Р 52023-2003) и требованиям международных стандартов. Стандарты систем кабельного телевидения разрабатывает Европейский комитет электротехнической стандартизации (CENELEC). Не считая практически ежегодных новых редакций стандарт в целом за последние 20 лет менялся два раза: в 2002 и в 2016 годах:
- BS EN 50083-5:1994 Системы кабельного телевидения для телевизионных и звуковых сигналов. Часть 5. Головная станция Статус: Заменен[2]
- BS EN 50083-5:2002 Системы кабельного телевидения для телевизионных и звуковых сигналов. Часть 5. Головная станция Статус: Заменен[3]
- BS EN 60728-5:2016 Сети кабельные для передачи телевизионных и звуковых сигналов и интерактивных услуг. Часть 5. Оборудование головного узла Статус: Действует[4]

и сейчас действующим является BS EN 60728-5, вступивший в силу в мае 2016 г.
Стандарты на головные станции как телекоммуникационное оборудование разрабатывает ETSI (Европейский институт телекоммуникационных стандартов). Существует несколько Технических Спецификаций ETSI, относящихся к головным станциям, в частности:
- ETSI TS 101 574 V1.1.1 (2011-11) Access, Terminals, Transmission and Multiplexing (ATTM); System characteristics of receiver equipment installed in headends of integrated broadband cable and television networks intended to receive broadcast signals in the frequency range 470 MHz to 790 MHz[5]

## Статьи
- Валентин. Что внутри головной станции кабельного телевидения. Хабрахабр (23 июня 2014). Дата обращения: 8 сентября 2016. Архивировано 7 августа 2016 года.